# Edgar Pangborn
Edgar Pangborn (* 25. Februar 1909 in New York City; † 1. Februar 1976 in Bearsville, New York) war ein US-amerikanischer Autor, der Mystery, Science-Fiction und historische Romane schrieb.

## Leben
Pangborn stammte aus einer literarisch vorbelasteten Familie: Seine Mutter, Georgia Wood Pangborn, war Autorin von Gespenstergeschichten, die in Zeitschriften wie Scribner’s, Harper’s Magazine und The Woman’s Home Companion erschienen. Sein Vater, Harry Levi Pangborn, war Mitarbeiter beim Wörterbuch Merriam-Webster’s Collegiate Dictionary. Zusammen mit seiner älteren Schwester Mary wurde Edgar bis 1919 zu Hause unterrichtet und besuchte anschließend die Brooklyn Friends School der Quäker. Im Jahre 1924 begann er ein Studium der Musik an der Harvard University, schied aber 1926 ohne Abschluss aus. Anschließend studierte er am New England Conservatory of Music, gleichfalls ohne Abschluss. Beim Ausscheiden bekundete er öffentlich seinen Abschied von der Musik und verlegte sich aufs Schreiben.
Während der nächsten zwanzig Jahre schrieb er – immer unter Pseudonym – Storys für Detektiv- und Mystery-Hefte. 1939–1942 war er Farmer im Bundesstaat Maine, und während des Zweiten Weltkriegs leistete er 1942–1945 seinen Wehrdienst in der Sanitätstruppe auf dem pazifischen Kriegsschauplatz ab. In den 1960ern begann Pangborn auch mit semi-professioneller Malerei und schuf Ölgemälde (Porträts, Akte, Landschaften), die er auf lokalen und regionalen Kunstausstellungen präsentierte. Er schrieb in allen Genres weiter bis zu seinem Tod.

## Werk
Während der ersten 20 Jahre seiner schriftstellerischen Karriere, die er im Alter von 21 Jahren begann, schrieb Pangborn so von ihm bezeichnete Brotarbeit für Groschenhefte. Sein erster Roman A-100: A Mystery Story, im Jahre 1930 unter dem Pseudonym „Bruce Harrison“ veröffentlicht, war weder ein viel versprechendes noch ein besonders erfolgreiches Debüt und zeigte keine der emotionellen oder stilistischen Charaktereigenschaften, die zum Markenzeichen seines späteren Werks werden sollten.
Seine ernsthafte Arbeit begann im Jahre 1951 mit der Veröffentlichung seiner ersten SF-Story Angel’s Egg im Magazin Galaxy, die als Klassiker bewertet wird, in sechs Sprachen übersetzt und mehr als 20-mal wieder abgedruckt wurde. In den 1950er Jahren veröffentlichte Edgar Pangborn unter seinem eigenen Namen eine Folge von Storys in den Zeitschriften Galaxy, The Magazine of Fantasy & Science Fiction und Ellery Queen’s Mystery Magazine. Seine Werke trugen zum Entstehen einer neuen „humanistischen“ Schule der Science Fiction bei und inspirierten eine nachfolgende Autorengeneration, unter denen Peter S. Beagle und Ursula K. Le Guin waren. Letztere hat geäußert, dass Edgar Pangborn und Theodore Sturgeon sie überzeugt hätten, dass es möglich sei, wertvolle, menschlich-emotionale Storys innerhalb der SF und Fantasy zu schreiben. Ab 1954 war Pangborn etabliert, und für seinen zweiten SF-Roman A Mirror for Observers erhielt er den International Fantasy Award. Dieses Buch ist aus der Sicht eines „salvayanischen“ (marsianischen) Beobachters auf der Erde geschrieben, der mit einem anderen Marsianer um das Schicksal eines jungen Mannes kämpft. Von da an schrieb Pangborn weitere SF-Werke sowie Romane in anderen Genres, wie z. B. den historischen Roman Wilderness of Spring und das zeitgenössische Justizdrama The Trial of Callista Blake.
1964 wurde Pangborns bekanntestes Buch veröffentlicht, das für den Hugo nominierte Davy – ein Schelmen- und Bildungsroman, angesiedelt in einer repressiven, post-apokalyptischen Zukunft, die schließlich zum Hintergrund für Pangborns meiste Storys werden sollte, einschließlich seiner Hugo-nominierten Erzählung Longtooth, seinem Mount Charity (Nebula-Finalist) und seinem letzten Roman The Company of Glory. Pangborns Werke sind dafür bekannt, human und ergreifend zu sein, wobei jedoch auch Platz für dunkle Themen und schlüpfrigen Humor bleibt.
Aufgrund seiner Erziehung und seines frühen Interesses handeln Pangborns Werke oft auch von musikalischen Themen: Sowohl in Davy als auch in A Mirror For Observers spielt Musik eine tragende Rolle. 2003 wurde ein Stapel handgeschriebener Noten auf dem Dachboden des Bearsville-Hauses entdeckt, in dem Pangborn starb. Diese Manuskripte umfassten Streichquartette, Sonaten, Nocturnen und andere orchestrale Werke, die von Pangborn während seiner Zeit am Konservatorium komponiert wurden. Es ist beabsichtigt, die Noten ins digitale MIDI-Format zu konvertieren, so dass sie erstmals hörbar werden.

## Wiederentdeckung Pangborns
Zeit seines Lebens unterhielt Edgar Pangborn umfangreiche Korrespondenzen zu anderen Autoren, und es kam zu einem besonders engen Verhältnis mit dem amerikanischen Fantasy-Schriftsteller Peter S. Beagle. Nach Pangborns Tod wurde diese Verbindung von Pangborns einziger Erbin, seiner älteren Schwester Mary, aufrechterhalten. In Marys letzten Lebensjahren wurde Peter S. Beagle zu einem ihrer Vertrauten, und als Mary im Februar 2003 starb, vermachte sie ihm das gesamte Pangbornsche Anwesen einschließlich aller literarischen Werke Edgars. Über 50 Kisten mit Manuskripten wurden nach Kalifornien transportiert, um dort sortiert, abgelegt, digitalisiert und mit Dokumenten aus der ständigen Edgar Pangborn Sammlung der Boston University abgeglichen zu werden. Endresultat soll eine Reihe von definitiven gebundenen Ausgaben sein, die alle Werke Pangborns in der von ihm beabsichtigten gedruckten Form publizieren und außerdem einige unveröffentlichte Manuskripte zum ersten Mal zugänglich machen soll.
Im Jahre 2001 brachte Old Earth Books eine autorisierte Wiederveröffentlichung von Pangborns erstem SF-Roman West of the Sun heraus. 2004 folgten dann die Romane Davy und A Mirror for Observers, die nicht autorisiert waren, da der Verlag vergessen hatte, dass der Vertrag inzwischen ausgelaufen war. Dieser Mangel ist mittlerweile korrigiert worden. Wenn der existierende Bücherbestand verkauft ist, werden diese Bücher nicht mehr nachgedruckt.
2003 erhielt er postum den Cordwainer Smith Rediscovery Award für vergessene oder nicht mehr hinreichend gewürdigte Science-Fiction-Autoren.

## Bibliografie
Wird bei Kurzgeschichten als Quelle nur Titel und Jahr angegeben, so findet sich die vollständige Angabe unter der entsprechenden Sammlung.
Tales of a Darkening World / Davy
- The Golden Horn (1962, Kurzgeschichte)
- A War of No Consequence (1962, Kurzgeschichte)
- Davy (1964, Roman)
  - Deutsch: Davy. Heyne SF&F #3593, 1978, ISBN 3-453-30499-3.
- The Judgment of Eve (1966, Roman)
  - Deutsch: Die Prüfung : Ein klassischer Science-fiction-Roman um eine menschliche Frage. Übersetzt von René Mahlow. Heyne SF&F #3637, 1979, ISBN 3-453-30549-3.
- Tiger Boy (1972, Kurzgeschichte)
  - Deutsch: Tiger Boy. In: Tiger Boy. 1986.
- The World Is a Sphere (1973, Kurzgeschichte)
- My Brother Leopold (1973, Kurzgeschichte)
  - Deutsch: Mein Bruder Leopold. In: Tiger Boy. 1986.
- The Freshman Angle (1973, Kurzgeschichte)
- The Company of Glory (1974, Roman)
  - Deutsch: Ein glorreicher Haufen. Übersetzt von René Mahlow. Heyne SF&F #4166, 1985, ISBN 3-453-31124-8.
- The Children’s Crusade (1974, Kurzgeschichte)
  - Deutsch: Der Kinderkreuzzug. In: Tiger Boy. 1986.
- The Legend of Hombas (1974, Kurzgeschichte)
  - Deutsch: Die Legende von Hombas. In: Tiger Boy. 1986.
- The Night Wind (1974, Kurzgeschichte)
  - Deutsch: Der Nachtwind. In: Tiger Boy. 1986.
- The Witches of Nupal (1974, Kurzgeschichte)
  - Deutsch: Der Hexer von Nupal. In: Tiger Boy. 1986.
- Harper Conan and Singer David (1975, Kurzgeschichte)
  - Deutsch: Harfner Conan und Sänger David. In: Tiger Boy. 1986.
- Mam Sola’s House (1975, Kurzgeschichte)
- Still I Persist in Wondering (1978, Sammlung)
  - Deutsch: Tiger Boy. Heyne SF&F #4283, 1986, ISBN 3-453-31293-7.

Einzelromane
- A-100: A Mystery Story (1930, als Bruce Harrison)
- West of the Sun (1953)
  - Deutsch: Westlich der Sonne. Heyne SF&F #4573, 1989, ISBN 3-453-03162-8.
- A Mirror for Observers (1954)
  - Deutsch: Der Beobachter. Heyne SF&F #3588, 1978, ISBN 3-453-30483-7. Auch als: Der Spiegel des Beobachters. Heyne (Bibliothek der Science Fiction Literatur #62), 1978, ISBN 3-453-31347-X.
- Wilderness of Spring (1958)
- The Trial of Callista Blake (1961)

Sammlungen
- Good Neighbors and Other Strangers (1972)
  - Deutsch: Gute Nachbarn und andere Unbekannte. Übersetzt von Jürgen Saupe. Goldmanns Weltraum-Taschenbücher #0161, 1972, ISBN 3-442-23161-2.
- The Edgar Pangborn Megapack (2016)

Kurzgeschichten
- Angel’s Egg (1951)
  - Deutsch: Das Ei der Engel. Übersetzt von Rosemarie Hundertmarck. In: Hans Joachim Alpers, Werner Fuchs (Hrsg.): Die Fünfziger Jahre I. Hohenheim (Edition SF im Hohenheim Verlag), 1981, ISBN 3-8147-0010-4. Auch als: Das Elfenei. Übersetzt von Walter Brumm. In: Wolfgang Jeschke (Hrsg.): Heyne Science Fiction Jahresband 1984. Heyne SF&F #4060, 1984, ISBN 3-453-31007-1.
- Darius (1953)
- Pick-Up for Olympus (1953)
- Mrrar! (1953)
- The Music Master of Babylon (1954, auch als A Master of Babylon, 1966)
- The Ponsonby Case (1959)
  - Deutsch: Der Fall Ponsonby. In: Michael Görden (Hrsg.): Die Zukunft spinnt. Goldmann (Goldmann Science Fiction #23499), 1987, ISBN 3-442-23499-9.
- The Red Hills of Summer (1959)
  - Deutsch: Kundschafter auf Demeter. In: Walter Ernsting (Hrsg.): Im Dschungel der Urzeit. Heyne SF&F #3064, 1966.
- The Wrens in Grampa’s Whiskers (1960)
- The Good Neighbors (1960)
- Maxwell’s Monkey (1964)
  - Deutsch: Maxwells Affe. In: Walter Ernsting, Thomas Schlück (Hrsg.): Galaxy 14. Heyne SF&F #3175, 1970.
- Wogglebeast (1965)
- A Better Mousehole (1965)
  - Deutsch: Ein besseres Mauseloch. In: Science-Fiction-Stories 62. Ullstein (Ullstein 2000 #119 (3265)), 1976, ISBN 3-548-03265-6.
- Longtooth (1970)
  - Deutsch: Langzahn. Übersetzt von Lore Straßl. In: Terry Carr (Hrsg.): Die Werwölfin. Pabel (Terra Fantasy #69), 1980. Auch als: Langzahn. Übersetzt von Jürgen Saupe. In: Terry Carr, Martin Harry Greenberg (Hrsg.): Traumreich der Magie: Höhepunkte der modernen Fantasy. Heyne SF&F #4254, 1985, ISBN 3-453-31262-7. Auch als: Langzahn. Übersetzt von Stefan Troßbach. In: Edward L. Ferman, Anne Jordan (Hrsg.): Die besten Horror-Stories. Droemer Knaur (Knaur Horror #1835), 1989, ISBN 3-426-01835-7.
- Mount Charity (1971)
  - Deutsch: Mount Charity. In: Lloyd Biggle, jr. (Hrsg.): Gute Nachrichten aus dem Vatikan und andere »Nebula«-Preis-Stories 1. Moewig (Playboy Science Fiction #6721), 1981, ISBN 3-8118-6721-0.
- The Life and the Clay (unveröffentlicht)